# 索利納湖
49°22′27″N 22°27′8″E / 49.37417°N 22.45222°E

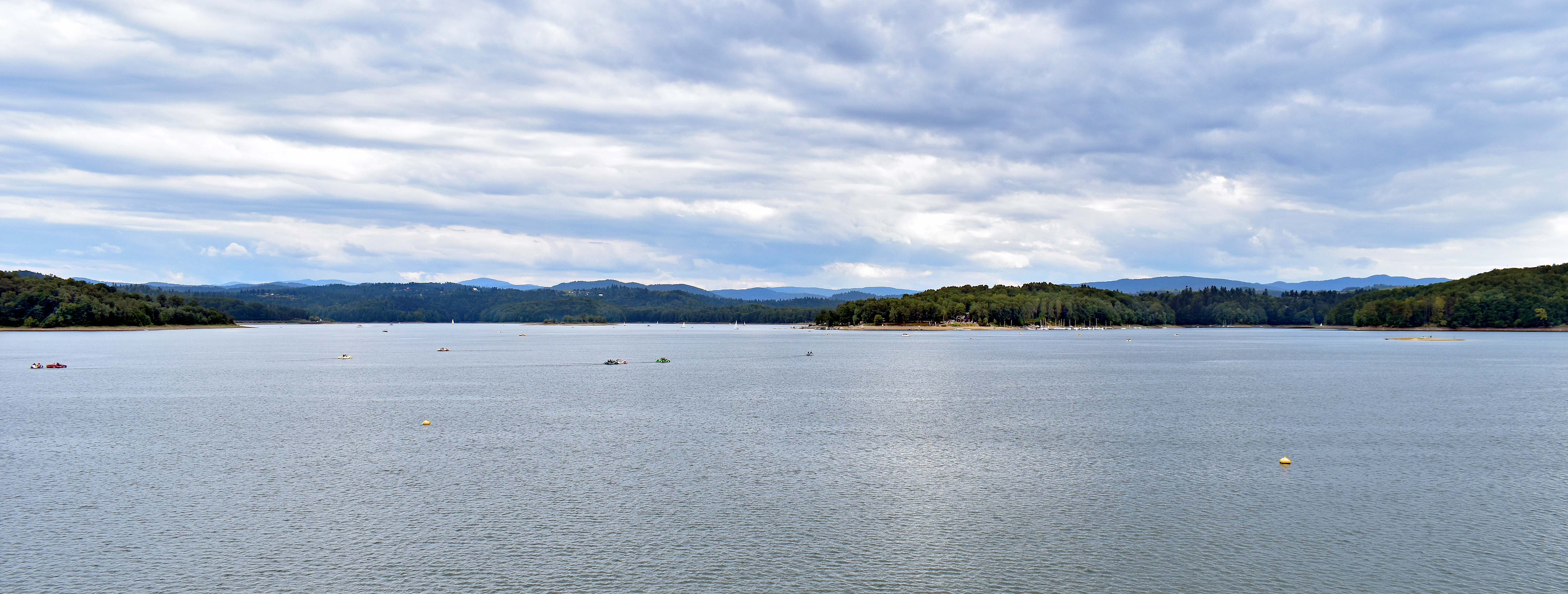
向南眺望

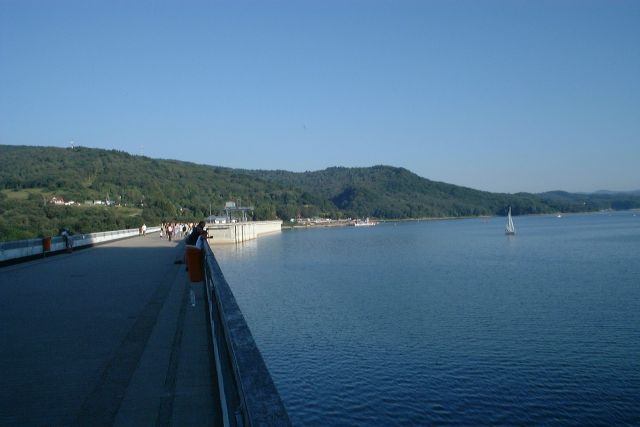

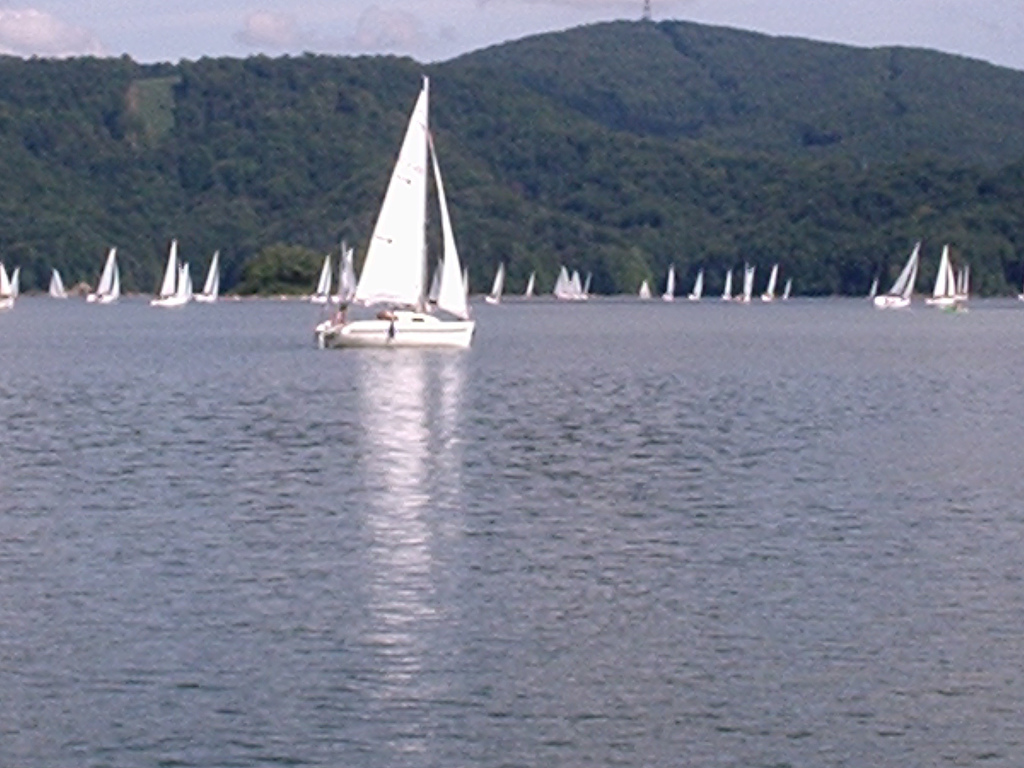

索利納湖是波蘭的人工湖泊，位於該國南部喀爾巴阡山省，處於別什恰迪山脈，長21公里，面積22平方公里，平均水深60米，最大水深75米，湖岸線長度150公里，蓄水量4.72億立方米，該湖有三座島嶼。